# Soplahojas

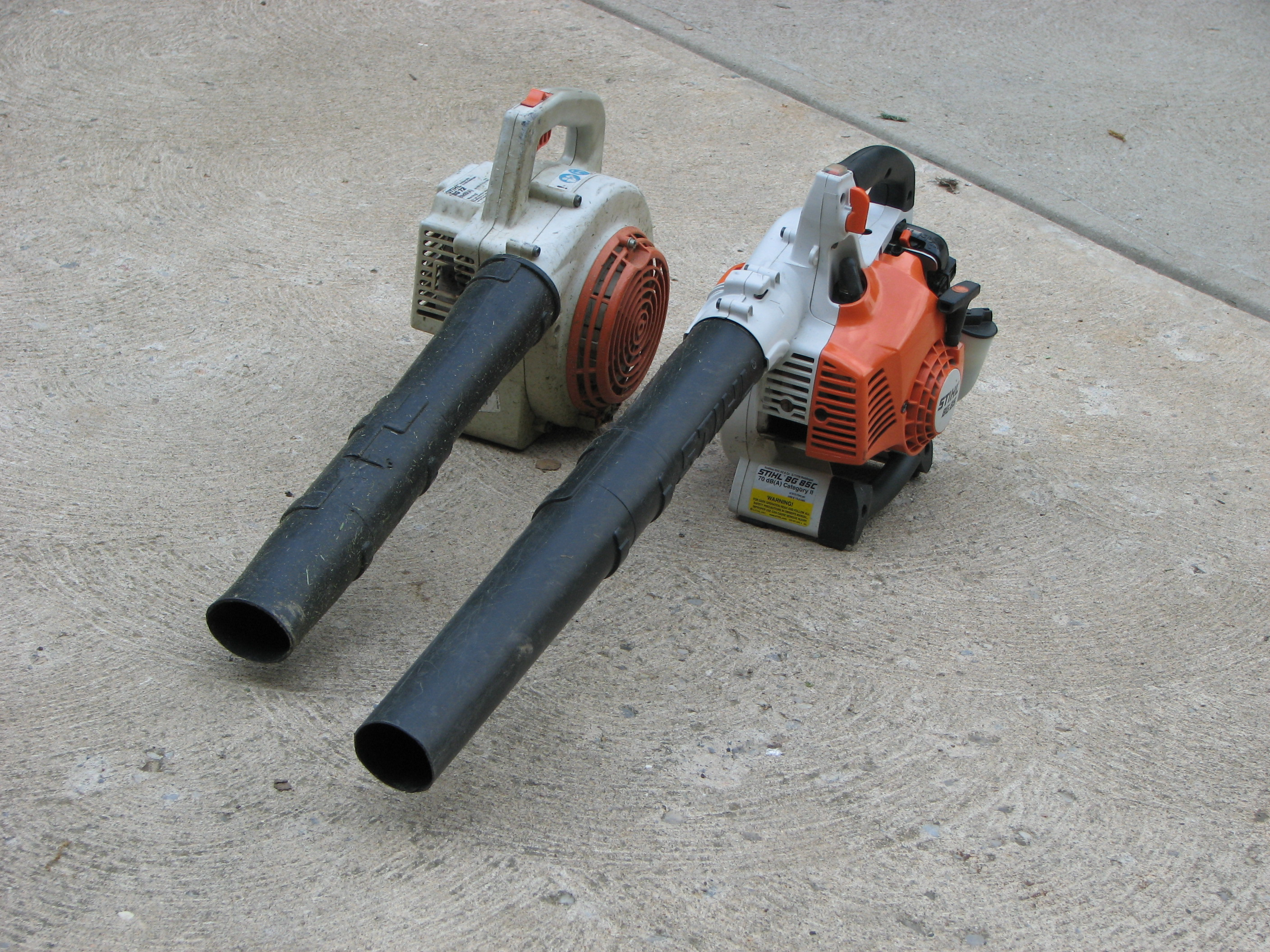
Un par de soplahojas.

Un soplador de hojas, sopladora de hojas o soplahojas es una herramienta de jardinería que, por medio de un motor de gasolina o eléctrico, propulsa aire a alta velocidad por una tobera para mover hojas,  hierbas, polvo  y otros residuos de poco peso depositados en el suelo. 

## Origen
La máquina sopladora de hojas tuvo su origen en 1970 en California con la modificación de un pulverizador de productos químicos de mochila de 1968 patentado por Kyoritsu Noki  y  fabricado después en 1972 por Kioritz Corporation of America , después ECHO,    al que se le retiró el depósito de líquido para que propulsara únicamente aire. En 1977 la misma empresa comercializaba el primer modelo de soplador de mano.
Debido a las prolongadas sequías en California y las restricciones de agua para la limpieza de jardines, se popularizó en los Estados Unidos el uso de los sopladores de hojas como herramienta de jardinería.

## Características
Los sopladores de hojas pueden ser de combustión de gasolina de dos tiempos o de cuatro tiempos, o eléctricos, más ligeros y silenciosos, pero de menor autonomía y potencia de soplado. Estos, a su vez, pueden funcionar conectados a la red eléctrica por medio de un cable, lo que limita la movilidad, o con baterías recargables.
Existen también sopladores de mochila, más ergonómicos para un uso prolongado, y unidades de mayor tamaño que van montadas en carretillas, que pueden estar también motorizadas.

## Impacto medioambiental

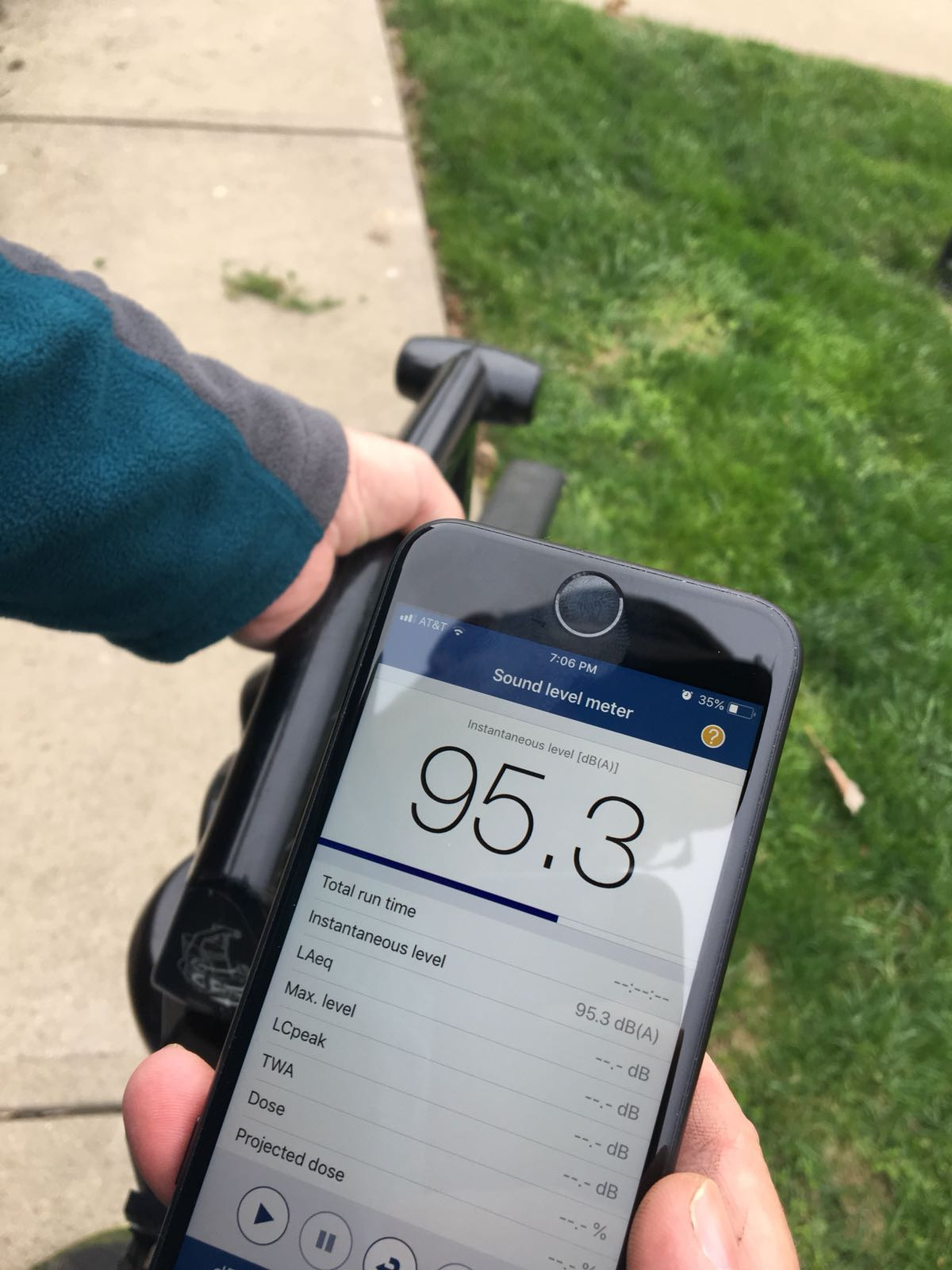
Nivel de ruido de un soplahojas a gas medido con la aplicación NIOSH.

A pesar de su popularidad, los sopladores de hojas producen altos niveles de ruido que pueden alcanzar más de 60 dB, a lo que se añade en el caso de los modelos de gasolina, la emisión de gases tóxicos contaminantes producto de la combustión, muy perjudiciales para los seres vivos. Un estudio norteamericano de 2011 concluyó que la cantidad de NMHC emitido por un soplahojas durante 30 minutos de funcionamiento, es comparable a las emisiones de una Ford F-150 desde Texas hasta Alaska.
La Sociedad Española de Neumología y Cirugía Torácica ha alertado del riesgo para la salud del uso de los sopladores en la limpieza viaria, ya que mueven polvo formado por excrementos de las aves y otros animales, hongos, bacterias y numerosos alérgenos como pólenes, partículas contaminantes de los vehículos y partículas derivadas de actividades humanas de tipo urbano, produciendo todo tipo de alergias y asma. 
El uso de los sopladores de hojas no solo afecta a la población humana, sino que también pone en peligro a los insectos debido al ruido, a los gases contaminantes que produce y al desplazamiento de todo lo que encuentran por delante.

## Regulación
Desde su expansión se ha ido generalizando la conciencia del impacto ambiental negativo que provoca el uso continuado de sopladores, especialmente los de motor de expolosión, por lo que está aumentando la sustitución de estos sopladores por los eléctricos. 
Por este motivo, son numerosas las administraciones estatales y locales que han ido tomando medidas mediante regulaciones o prohibiciones del uso de los sopladores.
Poco después de la introducción del soplador de hojas en Estados Unidos, su uso se prohibió en dos ciudades de California: Carmel-by-the-Sea, en 1975 y Beverly Hills, en 1978, por considerarlo fuente de contaminación acústica. Son numerosas las ciudades norteamericanas donde se ha regulado el uso de estos aparatos, llegando a prohibir los equipos de gasolina, como en el Distrito de Columbia, que prohibió en 2022 el uso de sopladores de gasolina o la villa de Nyack en el estado de Nueva York, donde solo están permitidos los eléctricos.
En Europa la Directiva 2000/14/CE del Parlamento Europeo y del Consejo, de 8 de mayo de 2000 de la Comisión Europea regula el nivel de potencia acústica emitido en el entorno por el uso de máquinas al aire libre. 
En España, de conformidad con lo establecido por el Consejo de la Unión Europea, se regula la emisión sonora de máquinas al aire libre en lo relativo a las características del aparato de forma que garanticen la salud y el bienestar de los ciudadanos, así como del medio ambiente.